# Internazionale Liberale
L'Internazionale Liberale (in inglese Liberal International) è un'associazione di partiti, gruppi, organizzazioni e singoli provenienti da tutto il mondo che sostengono i principi liberali.
Fondata nel 1947 con lo scopo di «ottenere l'adesione generale ai principi liberali di tutto il mondo, di incoraggiare lo sviluppo di una società libera basata sulla libertà individuale, la responsabilità personale, la giustizia sociale e di fornire i mezzi di collaborazione tra uomini e donne di ogni paese che accettano questi principi» conta attualmente un'adesione di 106 tra formazioni e movimenti politici e istituti politico-culturali.

## Storia
Anche se i partiti liberali sono giunti ad aggregarsi in un'organizzazione internazionale solo nel secondo dopoguerra, tentativi di collegamento non erano mancati in precedenza: prima l'Unione Interparlamentare fra liberali e radicali, che si trasformò nelle Conferenze Democratiche Internazionali per il Progresso Politico e Sociale (Convegno di Roma del 1911) e, dopo la grande guerra, l'Intesa Internazionale dei Partiti Radicali e Democratici, egemonizzata dai radicali francesi (1924).
L'Intesa, in particolare, organizzò riunioni ed incontri regolari per un decennio in giro per l'Europa, vedendo la partecipazione di importanti politici come David Lloyd George ed Edouard Herriot. Essa, però, cessò di operare dopo il 1934, in seguito al progressivo deterioramento della situazione internazionale, che rese troppo difficoltosa la cooperazione e lo scambio fra i vari partiti aderenti.
Una vera e propria organizzazione internazionale dei partiti liberali di tutto il mondo fu però costituita solo nell'aprile del 1947 al Wadham College di Oxford, da 19 partiti liberali, col patrocinio di numerose personalità mondiali (fra gli italiani Benedetto Croce e Luigi Einaudi). Nel corso dei decenni vi hanno aderito diversi gruppi d'ispirazione liberale e democratica di tutti i continenti. L'italiano Giovanni Malagodi ne fu presidente (diverse volte dal 1958) e infine presidente d'onore.
Fino alla sua dissoluzione, il partito che rappresentò l'Internazionale Liberale in Italia, ufficialmente riconosciuto da essa, fu il Partito Liberale Italiano. Attualmente per l'Italia fanno parte dell'Internazionale, la Fondazione Luigi Einaudi e la Fondazione Critica Liberale, mentre con lo status di osservatori il Gruppo italiano dell'Internazionale Liberale. Anche i Radicali Italiani sono entrati nell'Internazionale con lo status di osservatori, al congresso di Belfast nel 2008; durante il successivo congresso, tenutosi al Cairo nel 2009, sono stati ammessi come componenti effettivi, ad oggi non sono più membri.

## Principi e valori
L'Internazionale Liberale, come i gruppi che ad essa aderiscono, si riconoscono nei principi del liberalismo, espressi nel Manifesto di Oxford (manifesto costitutivo dell'organizzazione), ripresi poi nel Manifesto del 1967, nella Carta di Roma del 1981 e nell'Agenda liberale per il XXI secolo del 1997.
Il Manifesto di Oxford, redatto nell'aprile 1947 dai rappresentanti di 19 partiti liberali, riuniti ad Oxford sotto la presidenza di Salvador de Madariaga, è un documento che descrive i principi politici cardine dell'Internazionale liberale. Il Manifesto del 1947 è stato ispirato dalle idee di Lord Beveridge ed è considerato uno dei documenti chiave della politica del XX secolo.
Esso si focalizza sui principi dell'autodeterminazione della persona, dello Stato come strumento della comunità e della preminenza di diritti e libertà fondamentali dei cittadini su di esso, dell'inseparabilità fra democrazia e libertà politica, della libertà economica e della libera concorrenza, del benessere della comunità come miglioramento continuo nelle condizioni dei lavoratori, dell'abolizione della guerra e del ristabilimento della pace attraverso l'espansione dei diritti umani e delle libertà essenziali in tutti i Paesi del mondo uniti lealmente in una organizzazione mondiale con il potere di imporre la stretta osservanza di tutte le obbligazioni internazionali liberamente contratte.
Nel 1997, l'Internazionale Liberale è tornata ad Oxford per svolgere il suo 48º Congresso e celebrare il cinquantenario della sua fondazione. Nel corso dei lavori, i delegati hanno elaborato ed approvato un documento chiamato Agenda liberale per il XXI secolo. Tale documento è un'integrazione al manifesto originale e descrive le politiche liberali più dettagliatamente, definendo gli obiettivi dell'Internazionale per il futuro.

## Organi
Il Congresso dell'Internazionale Liberale viene eletto ogni 18 mesi dai delegati del congresso (ossia i delegati dei partiti ed associazioni che sono pieni membri - full members - di LI), e si occupa di tracciare gli indirizzi politici dell'associazione ed eleggerne gli organi di presidenza (presidente, vicepresidente vicario, vicepresidenti e tesorieri).
Vi è inoltre un Comitato Esecutivo, responsabile della supervisione e del coordinamento di tutte le attività e le iniziative dell'Internazionale fra un congresso e l'altro; un Consiglio di Presidenza, responsabile di tutte le questioni amministrative e finanziarie; una Commissione per i diritti umani ed una Commissione per la giustizia climatica, incentrata sui rapporti della giustizia climatica con le donne, con le migrazioni e con l'economia sostenibile e finalizzata soprattutto a rendere l'Internazionale Liberale influente in questo campo ed a "tradurre gli obiettivi degli accordi di Parigi del 2015 nella realtà".
La 14° ed attuale presidentessa di IL è Hakima el Haite del Mouvement Populaire (Marocco), ex ministro dell'ambiente e scienziata del clima. El Haite è succeduta al dottor Juli Minoves, ex ministro degli esteri di Andorra e rappresentante presso le Nazioni Unite.
Gli ex presidenti includono il deputato europeo Hans van Baalen, Lord John Alderdice, l'economista e politico olandese ed ex commissario europeo Frits Bolkestein, il politico tedesco Otto Graf Lambsdorff e il primo primo ministro eletto democraticamente in Spagna dopo il franchismo, Adolfo Suárez.

## Esponenti illustri

### Presidenti
| N°  | Ritratto | Presidente (Nascita–Morte)        | Paese                         | Mandato          | Mandato          | Appartenenza / Partito                                              |
| --- | -------- | --------------------------------- | ----------------------------- | ---------------- | ---------------- | ------------------------------------------------------------------- |
| 1   |          | Salvador de Madariaga (1886–1978) | Regno Unito Spagna (esiliato) | 20 aprile 1948   | 18 aprile 1952   | Associazione Mont Pelerin Society                                   |
| 2   |          | Roger Motz (1904–1964)            | Belgio                        | 18 aprile 1952   | 20 aprile 1958   | Partito Liberale                                                    |
| 3   |          | Giovanni Malagodi (1904–1991)     | Italia                        | 20 aprile 1958   | 15 aprile 1966   | Partito Liberale Italiano                                           |
| 4   |          | Edzo Toxopeus (1918–2009)         | Paesi Bassi                   | 15 aprile 1966   | 25 aprile 1970   | Partito Popolare per la Libertà e la Democrazia                     |
| 5   |          | Gaston Thorn (1928–2007)          | Lussemburgo                   | 25 aprile 1970   | 18 aprile 1982   | Partito Democratico                                                 |
| (3) |          | Giovanni Malagodi (1904–1991)     | Italia                        | 18 aprile 1982   | 26 aprile 1989   | Partito Liberale Italiano                                           |
| 6   |          | Adolfo Suárez (1932–2014)         | Spagna                        | 26 aprile 1989   | 22 aprile 1992   | Centro Democratico e Sociale                                        |
| 7   |          | Otto Graf Lambsdorff (1926–2009)  | Germania                      | 22 aprile 1992   | 25 aprile 1994   | Partito Liberale Democratico                                        |
| 8   |          | David Steel (1938)                | Regno Unito                   | 25 aprile 1994   | 15 aprile 1996   | Liberal Democratici                                                 |
| 9   |          | Frits Bolkestein (1933)           | Paesi Bassi                   | 15 aprile 1996   | 18 aprile 2000   | Partito Popolare per la Libertà e la Democrazia                     |
| 10  |          | Annemie Neyts-Uyttebroeck (1944)  | Belgio                        | 18 aprile 2000   | 25 aprile 2005   | Liberali e Democratici Fiamminghi Aperti                            |
| 11  |          | John Alderdice (1955)             | Regno Unito                   | 25 aprile 2005   | 20 aprile 2009   | Liberal Democratici and Partito dell'Alleanza dell'Irlanda del Nord |
| 12  |          | Hans van Baalen (1960–2021)       | Paesi Bassi                   | 20 aprile 2009   | 26 aprile 2014   | Partito Popolare per la Libertà e la Democrazia                     |
| 13  |          | Juli Minoves (1969)               | Andorra                       | 26 aprile 2014   | 30 novembre 2018 | Liberali d'Andorra                                                  |
| 14  |          | Hakima El Haite (1963)            | Marocco                       | 30 novembre 2018 | in carica        | Movimento Popolare                                                  |

### Presidenti d'onore
Il Congresso, su proposta del Comitato Esecutivo, può nominare presidente d'onore dell'Internazionale Liberale un ex-presidente che si sia distinto per meriti eccezionali nei confronti del liberalismo e dell'Internazionale Liberale.
In passato sono stati presidenti d'onore dell'Internazionale Salvador de Madariaga, Gaston Thorn e Giovanni Malagodi, fra gli altri.

### Patroni
Il Congresso, su proposta del Comitato Esecutivo, può altresì nominare "patroni" dell'Internazionale Liberale quelle persone che sono politicamente attive sia sul versante del pensiero liberale che dell'azione liberale. I patroni hanno il diritto di partecipare e di parlare alle riunioni del Comitato Esecutivo e del Congresso; al Congresso hanno anche diritto di voto personale.
Tra gli attuali patroni dell'Internazionale Liberale spiccano l'italiana Beatrice Rangoni Machiavelli e il britannico David Steel.
In passato hanno avuto tale riconoscimento lo scrittore spagnolo Salvador de Madariaga, il filosofo italiano Benedetto Croce, l'economista tedesco Theodor Heuss, il filologo britannico Gilbert Murray, l'economista italiano Luigi Einaudi, lo storico tedesco Friedrich Meinecke, il filosofo anglo-tedesco Ralf Dahrendorf, il presidente tedesco Walter Scheel e la politica francese Simone Veil.

## Membri

### Partiti che sono componenti di pieno diritto
L'iscrizione all'Internazionale Liberale è aperta a tutti i partiti politici nazionali che accettino i documenti fondanti dell'Internazionale e i principi e i valori in essi contenuti. L'iscrizione è inoltre aperta alle organizzazioni internazionali di parlamentari liberali, a un'organizzazione internazionale giovanile liberale e ad una organizzazione internazionale di donne, che altresì accettino i documenti fondanti e i principi in essi contenuti. L'iscrizione all'Internazionale Liberale è incompatibile con l'iscrizione ad altre internazionali politiche.
La procedura per l'affiliazione di pieno diritto ha inizio con l'invio della domanda al Segretariato Permanente, accompagnata da una copia dello Statuto del partito o dell'organizzazione candidata. La domanda viene analizzata dal Consiglio di Presidenza, che, quindi, la propone al giudizio del Comitato Esecutivo, all'interno del quale essa deve essere discussa ed eventualmente accettata con una maggioranza di due terzi dei presenti e votanti. L'eventuale accettazione del Comitato deve essere quindi inoltrata per la conferma al primo Congresso successivo, che può confermare l'affiliazione con una maggioranza dei due terzi dei voti espressi.
I partiti politici e le organizzazioni che sono componenti di pieno diritto inviano al Congresso loro delegati, che partecipano con diritto di parola e di voto ad ogni sessione. Ognuno di essi ha anche il diritto di nominare un vicepresidente dell'Internazionale; fra tutti i vicepresidenti così nominati il Congresso elegge fino a sei di essi affinché siedano all'interno del Consiglio di Presidenza con diritto di parola e di voto, fino al Congresso successivo.
Il seguente elenco comprende i partiti nazionali che attualmente aderiscono con pieni diritti all'Internazionale Liberale:
| Paese                            | Nome                                                                              | Governo                                                                                 |
| -------------------------------- | --------------------------------------------------------------------------------- | --------------------------------------------------------------------------------------- |
| Andorra                          | Partito Liberale                                                                  | partito minore nella coalizione di governo                                              |
| Belgio                           | Movimento Riformatore                                                             | nella coalizione di governo                                                             |
| Belgio                           | Liberali e Democratici Fiamminghi Aperti                                          | nella coalizione di governo                                                             |
| Bulgaria                         | Movimento per i Diritti e le Libertà                                              | all'opposizione                                                                         |
| Burkina Faso                     | Alleanza per la Democrazia e la Federazione - Raggruppamento Democratico Africano | all'opposizione                                                                         |
| Burundi                          | Alleanza democratica per il Rinnovamento                                          | all'opposizione                                                                         |
| Cambogia                         | Movimento di salvataggio nazionale della Cambogia                                 | opposizione extraparlamentare, dichiarato "gruppo terrorista" dal governo monopartitico |
| Canada                           | Partito Liberale del Canada                                                       | nella coalizione di governo                                                             |
| Cile                             | Partito Liberale del Cile                                                         | all'opposizione                                                                         |
| Croazia (Istria)                 | Dieta Democratica Istriana                                                        | all'opposizione                                                                         |
| Cuba                             | Unione Liberale Cubana                                                            | in esilio                                                                               |
| Cuba                             | Partito Solidarietà Democratica                                                   | in esilio                                                                               |
| Cuba                             | Partito Nazionale Liberale di Cuba                                                | in esilio                                                                               |
| Repubblica Democratica del Congo | Alleanza per il rinnovamento del Congo                                            | all'opposizione                                                                         |
| Danimarca                        | Partito Social-Liberale Danese                                                    | supporta il governo                                                                     |
| Danimarca                        | Venstre                                                                           | all'opposizione                                                                         |
| Estonia                          | Partito Riformatore Estone                                                        | partito maggiore nella coalizione di governo                                            |
| Unione Europea                   | Renew Europe                                                                      | N/A                                                                                     |
| Unione Europea                   | ALDE                                                                              | N/A                                                                                     |
| Finlandia                        | Partito di Centro Finlandese                                                      | partito minore nella coalizione di governo                                              |
| Finlandia                        | Partito Popolare Svedese di Finlandia                                             | partito minore nella coalizione di governo                                              |
| Georgia                          | Partito Repubblicano di Georgia                                                   | all'opposizione                                                                         |
| Germania                         | Gruppo tedesco dell'Internazionale Liberale                                       | N/A                                                                                     |
| Germania                         | Partito Liberale Democratico                                                      | all'opposizione                                                                         |
| Gibilterra                       | Partito Liberale di Gibilterra                                                    | partito minore nella coalizione di governo                                              |
| Guinea                           | Unione delle Forze Democratiche di Guinea                                         | all'opposizione                                                                         |
| Guinea                           | Unione delle Forze Repubblicane                                                   | all'opposizione                                                                         |
| Honduras                         | Partito Liberale dell'Honduras                                                    | all'opposizione                                                                         |
| Islanda                          | Partito Progressista                                                              | partito minore nella coalizione di governo                                              |
| Irlanda                          | Fianna Fáil                                                                       | all'opposizione                                                                         |
| Israele                          | Gruppo Liberale Israelita                                                         | N/A                                                                                     |
| Kenya                            | Movimento Democratico Arancione                                                   | all'opposizione                                                                         |
| Kosovo                           | Partito Liberale Indipendente                                                     | all'opposizione                                                                         |
| Libano                           | Movimento del Futuro                                                              | partito maggiore nella coalizione di governo                                            |
| Lussemburgo                      | Partito Democratico                                                               | partito maggiore nella coalizione di governo                                            |
| Madagascar                       | Movimento per il Progresso del Madagascar                                         | all'opposizione                                                                         |
| Messico                          | Partito Nuova Alleanza                                                            | all'opposizione                                                                         |
| Mongolia                         | Volontà Civile - Partito Verde                                                    | opposizione extraparlamentare                                                           |
| Montenegro                       | Partito Liberale del Montenegro                                                   | partito minore nella coalizione di governo                                              |
| Marocco                          | Unione Costituzionale                                                             | all'opposizione                                                                         |
| Marocco                          | Movimento Popolare                                                                | partito minore nella coalizione di governo                                              |
| Paesi Bassi                      | Democratici 66                                                                    | partito minore nella coalizione di governo                                              |
| Paesi Bassi                      | Gruppo olandese dell'Internazionale Liberale                                      | N/A                                                                                     |
| Paesi Bassi                      | Partito Popolare per la Libertà e la Democrazia                                   | partito maggiore nella coalizione di governo                                            |
| Nicaragua                        | Cittadini per la Libertà                                                          | all'opposizione                                                                         |
| Macedonia del Nord               | Partito Liberal-Democratico                                                       | all'opposizione                                                                         |
| Norvegia                         | Venstre                                                                           | partito minore nella coalizione di governo                                              |
| Paraguay                         | Partito Liberale Radicale Autentico                                               | all'opposizione                                                                         |
| Filippine                        | Partito Liberale delle Filippine                                                  | all'opposizione                                                                         |
| Russia                           | Jabloko                                                                           | opposizione extraparlamentare                                                           |
| Senegal                          | Alleanza per la Repubblica                                                        | al governo                                                                              |
| Senegal                          | Rewmi                                                                             | partito minore nella coalizione di governo                                              |
| Senegal                          | Partito Democratico Senegalese                                                    | all'opposizione                                                                         |
| Slovenia                         | Partito del Centro Moderno                                                        | partito minore nella coalizione di governo                                              |
| Somalia                          | Partito CAHDI                                                                     | all'opposizione                                                                         |
| Sudafrica                        | Alleanza Democratica                                                              | all'opposizione                                                                         |
| Spagna                           | Democràcia i Llibertat                                                            | N/A                                                                                     |
| Svezia                           | Liberali                                                                          | supporta il governo                                                                     |
| Svezia                           | Partito di Centro                                                                 | supporta il governo                                                                     |
| Svizzera                         | PLR.I Liberali Radicali                                                           | al governo nella coalizione di governo                                                  |
| Taiwan                           | Partito Progressista Democratico                                                  | al governo                                                                              |
| Tanzania                         | Fronte Unito Civico                                                               | all'opposizione, in coalizione a Zanzibar                                               |
| Thailandia                       | Partito Democratico                                                               | nella coalizione di governo                                                             |
| Regno Unito                      | Partito dell'Alleanza dell'Irlanda del Nord                                       | all'opposizione                                                                         |
| Regno Unito                      | Gruppo britannico dell'Internazionale Liberale                                    | N/A                                                                                     |
| Regno Unito                      | Liberal Democratici                                                               | all'opposizione                                                                         |
| Internazionale                   | Federazione Internazionale della Gioventù Liberale                                | N/A                                                                                     |
| Internazionale                   | Rete Internazionale delle Donne Liberali                                          | N/A                                                                                     |

### Membri con lostatusdi osservatore
Un partito politico, o un'organizzazione, che sia in sintonia con i principi contenuti nei documenti fondanti dell'Internazionale Liberale può chiedere di aderire ad essa con lo status di osservatore, per un periodo di tre anni che è rinnovabile una sola volta. Prima della fine del secondo periodo il partito con status di osservatore dovrebbe candidarsi per l'adesione piena; se ciò non avviene l'affiliazione del partito all'Internazionale cessa immediatamente.
In particolari circostanze lo status di osservatore può essere concesso a gruppi che non siano partiti politici, purché accettino i principi contenuti nei documenti su cui si fonda l'Internazionale; tuttavia un partito politico affiliato, che cessi di operare come tale e diventi un gruppo, deve ricominciare da zero il processo di affiliazione.
I partiti politici e le organizzazioni che hanno lo status di osservatori hanno il diritto di rappresentanza, ma in nessun caso il diritto di voto. Il seguente elenco comprende i partiti che attualmente aderiscono come osservatori all'Internazionale Liberale:
| Paese                            | Nome                                                          | Governo                       |
| -------------------------------- | ------------------------------------------------------------- | ----------------------------- |
| Austria                          | NEOS                                                          | opposizione                   |
| Bosnia ed Erzegovina             | Partito Liberale Democratico                                  | opposizione                   |
| Brasile                          | Partito Nuovo                                                 | nella coalizione al governo   |
| Burkina Faso                     | Unione per il Progresso e il Cambiamento                      | opposizione                   |
| Comore                           | Alleanza Nazionale per le Comore                              | opposizione                   |
| Repubblica Democratica del Congo | Unione per la ricostruzione del Congo                         | opposizione                   |
| Repubblica del Congo             | Movimento Congolese per la Democrazia e lo Sviluppo Integrale | opposizione                   |
| Cipro                            | Democratici Uniti                                             | opposizione extraparlamentare |
| Ghana                            | Partito Progressista Popolare                                 | opposizione                   |
| Italia                           | Gruppo italiano dell'Internazionale Liberale                  | N/A                           |
| Madagascar                       | Arche de la Nation                                            | opposizione                   |
| Malaysia                         | Parti Gerakan Rakyat Malaysia                                 | opposizione                   |
| Malaysia                         | Partito della Giustizia Popolare                              | opposizione                   |
| Mali                             | Partito dei Cittadini per la Rinascita                        | opposizione extraparlamentare |
| Mauritania                       | Rally for Mauritania                                          | opposizione                   |
| Moldavia                         | Partito Popolare Romeno                                       | opposizione extraparlamentare |
| Romania                          | Alleanza dei Liberali e dei Democratici                       | opposizione                   |
| Singapore                        | Partito Democratico di Singapore                              | opposizione extraparlamentare |
| Isola di Man                     | Liberal Vannin (legato ai Liberal Democratici)                | opposizione                   |

### Membri individuali
| Paese     | Nome                                           | Governo     |
| --------- | ---------------------------------------------- | ----------- |
| Hong Kong | Martin Lee – fondatore del Partito Democratico | opposizione |

### Associazioni collegate
| Organizzazione                                | Regione        |
| --------------------------------------------- | -------------- |
| Rete Liberale Africana                        | Africa         |
| Federazione Liberale Araba                    | MENA           |
| Consiglio dei Liberali e Democratici Asiatici | Asia           |
| Fondazione Libro Aperto                       | Europa         |
| Fondazione Luigi Einaudi                      | Europa         |
| Fondazione Friedrich Naumann                  | Europa         |
| Istituto Nazionale Democratico                | Nord America   |
| Neue Zürcher Zeitung                          | Europa         |
| Rete Liberale per l'America Latina            | America Latina |
| Centro Liberale Internazionale Svedese        | Europa         |

### Think tank collegati o con relazioni leggere con l'Internazionale Liberale
| Organizzazione              | Regione     |
| --------------------------- | ----------- |
| Centre Jean Gol             | Belgio      |
| Das Liberale Institut       | Germania    |
| Fondazione Critica Liberale | Italia      |
| Fondazione Luigi Einaudi    | Italia      |
| Teldersstichting            | Paesi Bassi |
| Istituto Bertil Ohlin       | Svezia      |
| Education Policy Institute  | Regno Unito |

## Onorificenze

### Premio per la Libertà
Il Premio per la Libertà è un riconoscimento assegnato ogni anno dall'Internazionale Liberale, fin dal 1985. Con esso si vuole onorare una persona che ha dato un rilevante contributo alla promozione dei diritti umani e delle libertà politiche.
Ogni anno tutti i partiti dell'Internazionale con lo status di membro possono avanzare il nome di un candidato, entro una data (che cade di solito ai primi di settembre) e che viene stabilita dalla Segreteria Generale, la quale ne da comunicazione per tempo. Ogni candidatura deve essere accompagnata da una breve biografia del candidato e dalle motivazioni che hanno spinto alla sua nomina. È inoltre necessario garantire che il candidato sia disposto ad accettare il premio ed a recarsi alla cerimonia di premiazione.
Tutte le candidature così inviate vengono inoltrate al Consiglio di presidenza, che, durante la prima riunione utile, seleziona fra di esse un elenco che viene presentato e discusso al primo Comitato Esecutivo successivo, che è deputato ad assegnare il premio.

#### Elenco dei premiati
- 1985 - Raúl Alfonsín
- 1986 - Sheena Duncan
- 1987 - Corazon Aquino
- 1988 - Hans-Dietrich Genscher
- 1989 - Benazir Bhutto
- 1990 - Václav Havel
- 1991 - Gitobu Imanyara e Domingo Laino
- 1992 - Maria Elena Cruz Varela
- 1993 - Mary Robinson
- 1994 - Sadako Ogata
- 1995 - Aung San Suu Kyi
- 1996 - Martin C.M. Lee
- 1997 - Olusegun Obasanjo
- 1998 - Khalida Toumi
- 1999 - Lennart Meri
- 2000 - Asma Jahangir
- 2001 - Chen Shui-bian
- 2002 - Helen Suzman

- 2003 - Abdoulaye Wade
- 2004 - Grigorij Javlinskij
- 2005 - Antonino Zichichi
- 2006 - Sam Rainsy
- 2007 - Aljaksandr Milinkevič
- 2008 - Padraig O'Malley
- 2009 - Lord Avebury
- 2010 - Shirin Ebadi
- 2011 - Chee Soon Juan
- 2012 - Colin Eglin
- 2013 - Dick Marty
- 2014 - Waris Dirie
- 2015 - John Alderdice
- 2016 - Raif Badawi
- 2017 - Ilham Tohti
- 2018 - Leila de Lima
- 2019 - María Corina Machado

### Medaglia del Liberalismo
La Medaglia del Liberalismo è "assegnata a persone che hanno lavorato per far avanzare i valori liberali a livello locale, nazionale e internazionale" ed è stata assegnata alle seguenti personalità:
- 2015 - Alassane Ouattara
- 2016 - Xavier Bettel
- 2017 - Tsai, Ing-wen
- 2018 - Sir Graham Watson

## Sacrario della Libertà
Il Sacrario della Libertà è un monumento che commemora chi è vissuto (e, alcune volte, è morto) per lottare in favore della libertà come diritto riconosciuto in tutto il mondo e per qualsiasi essere umano. Esso è stato inaugurato il 7 novembre 1998, all'interno di una galleria scavata nel ghiaccio del Jungfraujoch, a quasi 3500 metri di altezza, cui si accede direttamente dalla stazione ferroviaria che è al capolinea della celebre Ferrovia della Jungfrau.
All'interno di essa si trovano 100 cristalli che simboleggiano lo spirito di altrettante persone che, dal 1848 in poi, hanno lottato per la libertà nel mondo. Il ghiaccio con cui sono fatti i cristalli vogliono rispecchiare le dure condizioni in cui esse hanno lottato. Ogni cristallo (di differente forma e dimensione) è corredato da una placca su cui sono iscritti il nome, la data di nascita e di morte del personaggio a cui è dedicato.
I periodi celebrati partono dall'epoca della rivoluzione del '48, di spiccata marca liberale, esplosa in un momento che corrisponde a quello della nascita del moderno stato svizzero, nel cui territorio si trova il sacrario. La galleria dello Jungfraujoch è visitata da circa 500,000 visitatori ogni anno, provenienti da ogni parte del mondo.